# Prêmio AWM-Microsoft de Pesquisa em Álgebra e Teoria de Números
O Prêmio AWM–Microsoft de Pesquisa em Álgebra e Teoria dos Números foi criado em 2012 e é um prêmio concedido a cada dois anos pela Associação para as Mulheres na Matemática para uma excelente jovem pesquisadora do sexo feminino em álgebra ou teoria de números.
As ganhadoras foram:
- Sophie Morel (2014), por sua pesquisa em teoria dos números, em particular por suas contribuições para o programa Langlands, uma aplicação de seus resultados na cohomology ponderada, e uma nova prova da fórmula combinatória de Brenti para polinômios de Kazhdan-Lusztig. [1][2]
- Lauren Williams (2016), por sua pesquisa em combinatória algébrica, particularmente suas contribuições na Grassmanniana totalmente não-negativa, seu trabalho em álgebras de conglomerados, e a sua demonstração (com Musiker e Schiffler) da famosa conjectura da positividade de Laurent.[3][4]
- Melanie Madeira (2018), por sua pesquisa em teoria dos números e geometria algébrica, particularmente suas contribuições em estatísticas aritméticas e geometria tropical, bem como o seu trabalho com Vakil sobre o comportamento limite de famílias naturais de variedades.[5][6]
- Melody Chan (2020), em reconhecimento aos seus avanços na interface entre geometria algébrica e combinatória.[7][8]
- Jennifer Balakrishnan (2022), em reconhecimento aos seus avanços na computação de pontos racionais em curvas algébricas sobre campos numéricos.[9][10][11]